# Manitung Island
Manitung Island är en ö i Kanada.   Den ligger i territoriet Nunavut, i den östra delen av landet, 2 600 km norr om huvudstaden Ottawa. Arean är 37 kvadratkilometer.
Terrängen på Manitung Island är lite kuperad. Öns högsta punkt är 398 meter över havet. Den sträcker sig 10,4 kilometer i nord-sydlig riktning, och 6,2 kilometer i öst-västlig riktning.